# Epulorhiza anaticula
Epulorhiza anaticula är en svampart som först beskrevs av Currah, och fick sitt nu gällande namn av Currah 1990. Epulorhiza anaticula ingår i släktet Epulorhiza och familjen Tulasnellaceae.   Inga underarter finns listade i Catalogue of Life.